# 溶解

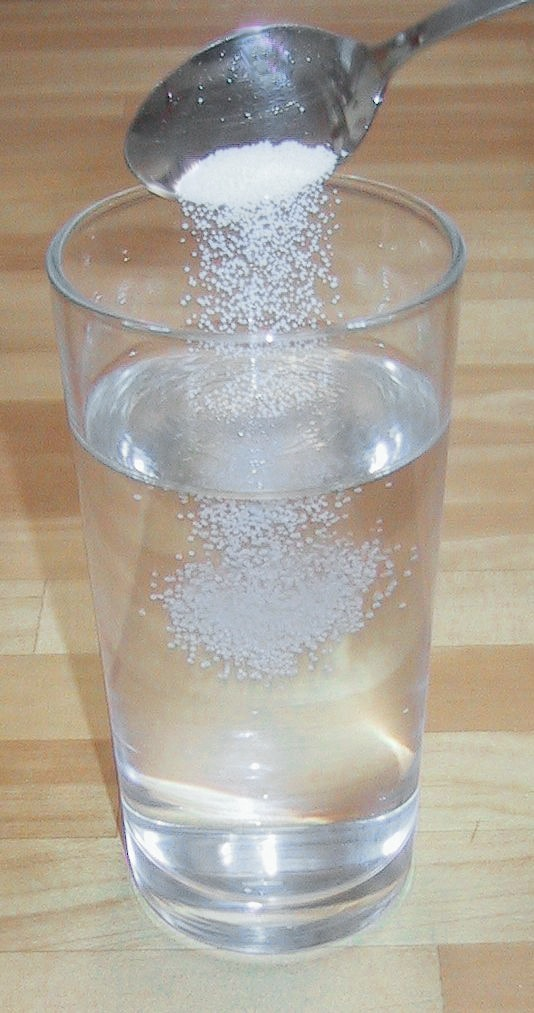
水に溶解する塩

溶解（ようかい、英: dissolution）とは溶質と呼びあらわされる固体、液体または気体が溶媒（液体）中に分散して均一系を形成する現象。
その生成する液体の均一系は溶液と呼ばれる。溶解する場合の分散は単一分子であったり、分子の会合体であったりする。あるいは金属工学などでは金属の融解（英: melting）を溶解と呼ぶこともある。

## 概要
固体の溶解は固体表面で生じる平衡現象であるため、固体を分割あるいは粉砕して表面積を増大させると溶解する速度が増大する。また、溶液粘度が大きくなるにつれ溶解する速度は低減し、固体表面付近とそれ以外の場所での濃度の不均衡が生じることが多い。その場合は攪拌により溶液系の濃度を均衡化させることでも溶解する速度が増大する。希薄溶液においては溶液系の温度が高いほうが溶解する速度は速い。しかし硝酸アンモニウムの様に高温では溶解度が減ずる物質もあるので、飽和濃度に近い高濃度では一概に温度が高いほうが溶解する速度は速いとは限らない。

## 化学反応
溶解に際して溶質は化学変化を起こさない場合もあるが、溶質と溶媒とが化学反応を起こしながら溶解する場合もある。例えば二酸化硫黄が水へ溶解する場合、極一部は亜硫酸へ化学変化しながら溶解する。
実際の例を次に示す。最初はショ糖（スクロース）の結晶である氷砂糖を水の中にいれた場合であるが、スクロース同士は分子間力により結合している。氷砂糖を水に投入すると、結晶表面では溶解プロセスが開始される。溶解は可逆過程であり、表面の分子は結晶から遊離したりまた結晶に戻ったりしている。

## 溶解度
物質が溶媒に最大限溶解する割合を溶解度と呼び、通常は重量濃度を使ってあらわす。あるいは濃度と同義に溶解度の語を使う場合があり、溶解が平衡状態に達したときの溶解度を飽和溶解度と呼ぶこともある。
ある物質に対して溶解度の大きい溶媒を良溶媒（りょうようばい、英: good solvent）と呼び、小さい場合を貧溶媒（ひんようばい、英: poor solvent）と呼ぶ。

### 温度特性
飽和溶解度とその温度特性は個々の物質に特有であり、温度上昇によって溶解度の増すもの減じるものさまざまで、また温度特性の変化の度合いもさまざまである。また、溶解により溶媒系の沸点は上昇し、凝固点は降下する。

## 物理学的見地
物理化学的に見ると、溶解自体は吸熱的に結晶の分子間力を切断し、系のエントロピーは増大させるプロセスである。実際の溶解に関する熱的収支は、溶解自体のほかにも溶質分子への溶媒和などの寄与が存在する為、溶解熱は発熱的であったり吸熱的であったりする。例えば、硫酸と水を混ぜると、溶媒和（水和）により膨大な熱が発生する。
水に関していえば、水は水素結合により緩やかに束縛し合い、クラスターを形成して安定化している。したがって、溶媒和の寄与がないと、溶質分子によるクラスター解消はエネルギー的に不利となる。溶媒和は静電的相互作用、イオン結合、水素結合、配位などの分子間力により発生し、溶媒和の効果により極性溶媒に対して極性物質が溶解しやすい。一方、無極性物質は、溶媒クラスターへの関与が少ないが故、無極性物質が溶解しやすい。言い換えるならば、一般的な傾向として溶媒和の寄与が大きいものほど溶解しやすい。